# 혼다 도미마사
혼다 도미마사(일본어: 本多富正, 1572년 ~ 1649년)는 아즈치모모야마 시대부터 에도 시대 초기까지의 무장이다. 후쿠이번 가로(오쓰케가로)이자 에치젠 후추성주이다.
후쿠이 번 역대 번주였던 유키 히데야스(초대), 마쓰다이라 다다나오(2대), 다다마사(3대) 3대를 걸쳐 모셨다.

## 같이 보기
- 혼다 시게쓰구 - 아버지 시게토미의 동생이자 사쿠자에몬 가의 시조